# 21825 Zhangyizhong
21825 Zhangyizhong è un asteroide della fascia principale. Scoperto nel 1999, presenta un'orbita caratterizzata da un semiasse maggiore pari a 2,4094950 UA e da un'eccentricità di 0,1693241, inclinata di 1,55965° rispetto all'eclittica.